# سلانغ (أغنية)
«سلانغ» (بالإنجليزية: Slang)‏، هي أغنية لفرقة الهارد روك البريطانية ديف ليبارد من ألبومها السادس سلانغ. وصلت الأغنية المنفردة للمرتبة 17 على لائحة الأغاني المنفردة في المملكة المتحدة. هذه الأغنية هي الوحيدة من ألبومها التي غُنيت بعد جولة سلانغ العالمية من 1996 إلى 1997، حيث أدت ديف ليبارد الأغنية آخر مرة في حفلتها الإقامية في لاس فيغاس في 2013 لألبوم الفيديو فيفا! هستيريا.
في إشارة للأغنية، قال المغني الرئيسي إليوت في تعليقات الألبوم سلانغ أنها «نوعاً ما استرجاع لصوت [ديف ليبارد] الأصلي، بمعنى آخر، الكثير والكثير من الغناء المساعد» وقال بأنها «مباشرة، لطالما كانت هذه الأغنية من مفضلة المعجبين».
يبرز غلاف الأغنية المنفردة شعار ديف ليبارد (شكل عام 1995) لكن سلانغ لم يُظهر الشعار في أي شكل.

## أغنية مصورة
كانت الأغنية المصورة من إخراج نيجل ديك. سُجلت الأغنية المصورة في استوديوهات أوكسيدنتال، لوس أنجلوس في أبريل 1996. أُصدر الفيديو في مايو 1996.
أُصدر فيديو «قطع المخرج» إضافي في أكتوبر 2004، وأُدرجت في دي في دي بيست أوف ذا فيديوز.

## قائمة الأغاني

### الأغنية المنفردة المكسيكية
1. «سلانغ»
2. «أنيمال» (صوتية)
3. «زيغي ستارداست» (صوتية)
4. «بور سام شغر أون مي» (صوتية)

### حزمة التذكار
1. «سلانغ»
2. «كانت كيب أواي فروم ذا فليم»
3. «وين لاف أند هيت كولايد» (نسخة الأوتار والبيانو فقط)